# Brasiliopuntia brasiliensis
Brasiliopuntia brasiliensis es una especie de planta suculenta perteneciente a la familia Cactaceae y único miembro del género monotípico Brasiliopuntia. Se distribuye por el noreste de Argentina, Bolivia, Brasil, Paraguay, Perú y Uruguay.

## Descripción

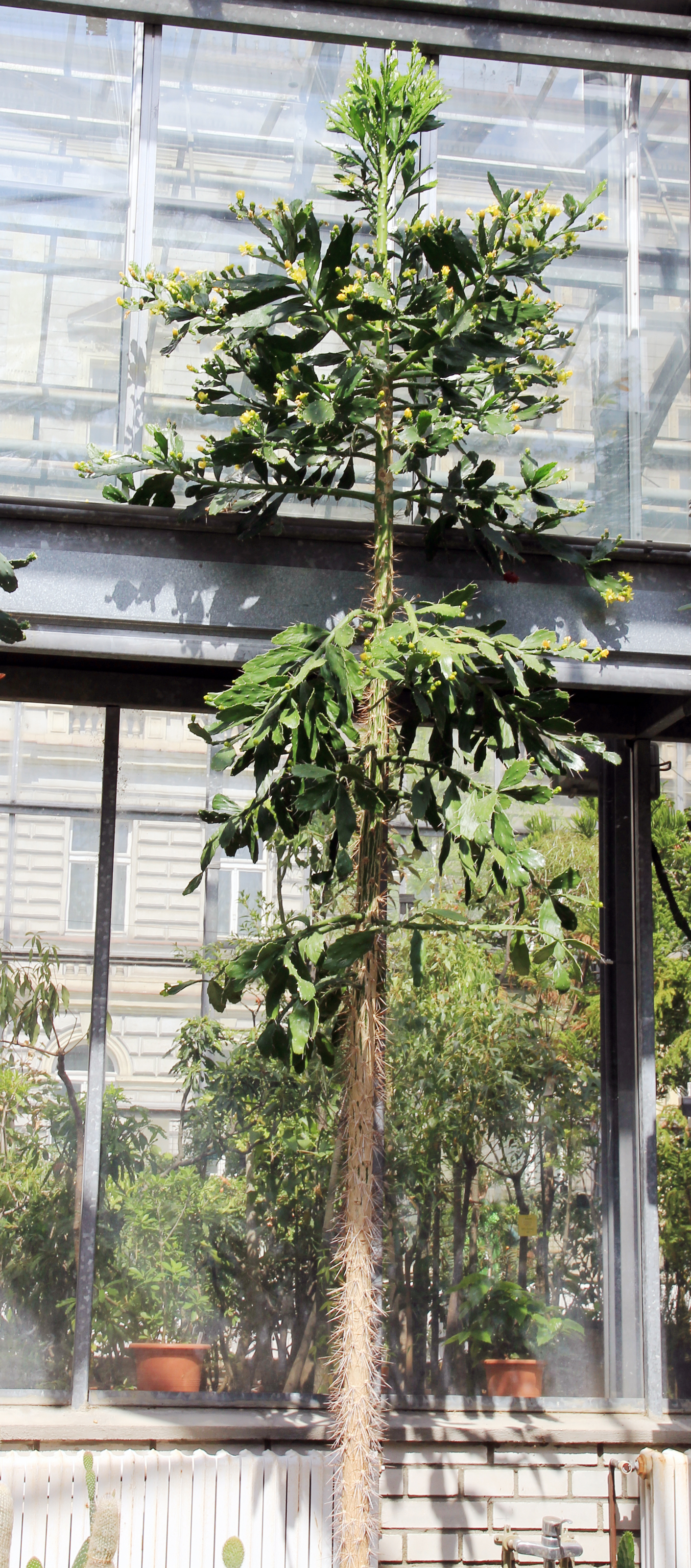
Porte de la planta

Brasiliopuntia brasiliensis es una especie de cactus perenne parecido a un árbol, habitualmente con un tronco único y leñoso bien formado. Carece de segmentos, es cilíndrico o ahusado y se lignifica con la edad. Es delgado desde la base hasta la cima, mide de 3 a 9 m de altura (ocasionalmente hasta 20, o más metros), y tiene un diámetro de 20 a 35 cm. 
Normalmente el tronco viejo está desnudo o cubierto de fascículos de espinas y las ramas son dimorfas:
- Las ramas laterales son horizontales, tienen forma cilíndrica, y miden de 20-100 cm de largo (aunque se acortan hacia la cima de la planta).
- Las ramas terminales tienen forma de romboide a obovada, de contorno irregular, produciendo brotes delgados, planos, parecidos a hojas de hasta 15 cm de largo, 6 cm de ancho y 4-6 mm de espesor. Son de color verde brillante a oscuro y muchos de estos brotes con el tiempo se terminan cayendo.

Las areolas están muy distanciadas entre sí, presentan pelos blancos y posteriormente desarrollan gloquidios marrones (espinas irritantes). Tienen de 1 a 3 espinas delgadas, rojizas o parduscas, de hasta 1,5 cm de largo. 

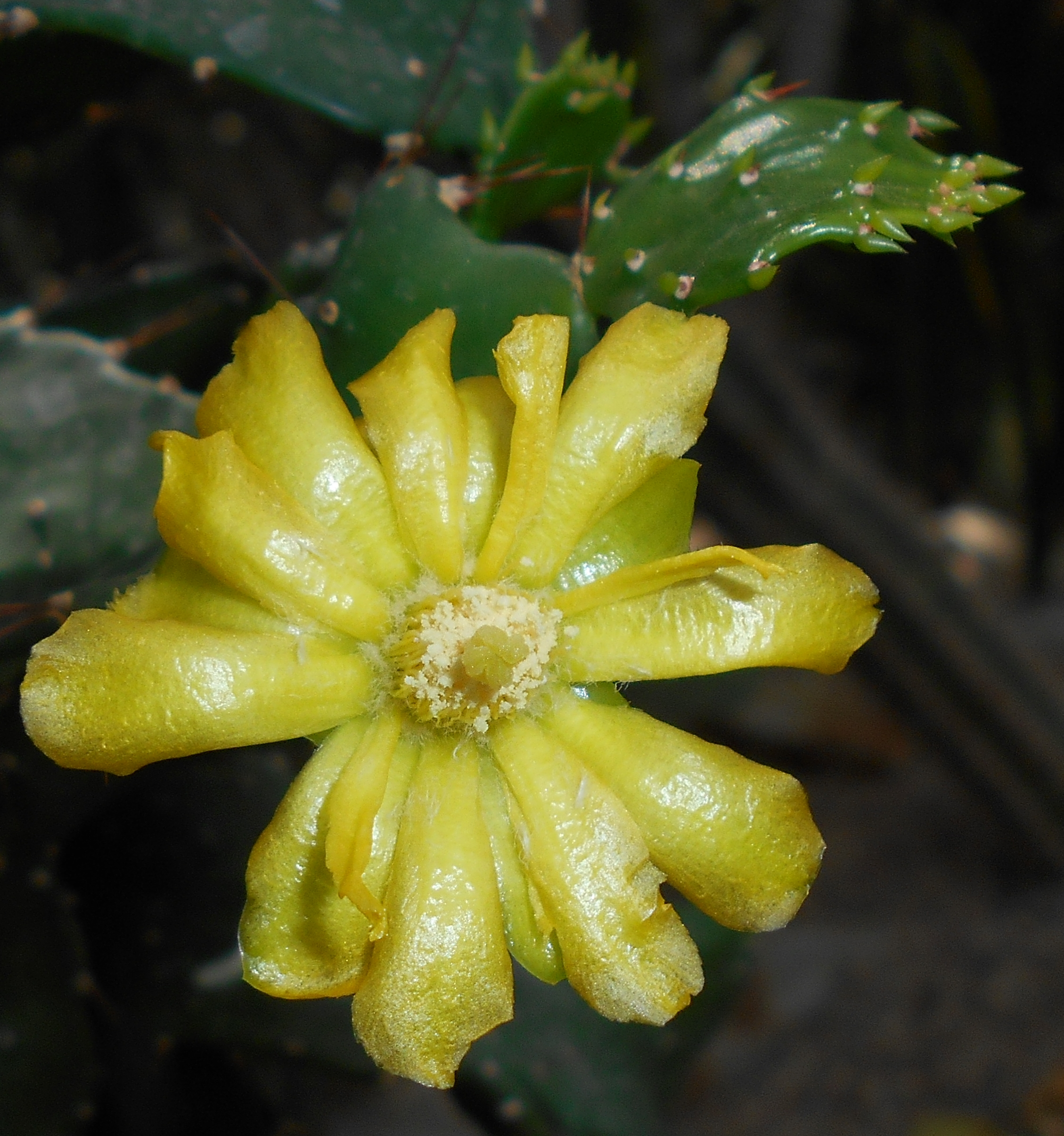
Detalle de la flor

Las flores son diurnas, de color amarillo limón y aparecen sobre todo en las partes prominentes de los bordes de las ramas terminales. Tienen ligeramente forma de platillo y miden de 4 a 6 cm de largo y ancho.
Los frutos son de forma esférica a peral u oblonga y miden de 2,5 a 4 cm de diámetro. Son de color amarillo, rojo anaranjado, rojo o morado, con un ombligo bajo o casi truncado, con grandes areolas con racimos distintivos de gloquidios de color marrón. Suelen contener 5 grandes semillas por fruto y cada uno de hasta el 1 cm de diámetro.

## Distribución y hábitat
El área de distribución nativa de esta especie abarca desde Brasil, Paraguay, Bolivia, Uruguay, hasta el este de Perú y el noreste de Argentina. Además ha sido introducido en Colombia, El Salvador, Florida, Guatemala y Honduras.
Es un árbol suculento que crece principalmente en el bioma tropical, que es estacionalmente seco y se encuentra a elevaciones de 0 a 1.000 metros sobre el nivel del mar.

## Taxonomía
La primera descripción de esta especie fue como Cactus brasiliensis, publicada en 1814 por el botánico alemán Carl Ludwig Willdenow en Enumeratio Plantarum Horti Berolinensis, Supplementum: 33.
Más tarde, el botánico alemán Alwin Berger trasladó la especie al género Brasiliopuntia, por lo que pasó a llamarse Brasiliopuntia brasiliensis. Registró estos cambios en el libro Die Entwicklungslinien der Kakteen 17, publicado en 1926.
Etimología
- Brasiliopuntia: nombre genérico formado por dos palabras: el prefijo brasili- (que hace referencia a la región geográfica donde se encuentra esta especie) y el género Opuntia, con el que la especie tiene similitudes.[6]
- brasiliensis: epíteto geográfico que hace referencia a Brasil, lugar donde se encuentra o se describió esta especie. El sufijo -ensis es un sufijo de origen latino que se utiliza para indicar procedencia o ubicación.[7]

Sinonimia
- Brasiliopuntia argentina (Griseb.) A.Berger, 1926
- Brasiliopuntia bahiensis (Britton & Rose) A.Berger, 1927
- Brasiliopuntia brasiliensis subsp. bahiensis (Britton & Rose) P.J.Braun & Esteves, 2001 publ. 2002
- Brasiliopuntia brasiliensis subsp. subacarpa (Rizzini & A.Mattos) P.J.Braun & Esteves, 2001 publ. 2002
- Brasiliopuntia neoargentina Backeb., 1956 publ. 1957
- Brasiliopuntia schulzii (A.Cast. & H.V.Lelong) Backeb., 1958
- Brasiliopuntia subacarpa Rizzini & A.Mattos, 1986
- Cactus arboreus Vell., 1829
- Cactus brasiliensis Willd., 1814 (basónimo)
- Cactus heterocladus A.St.-Hil., 1830
- Cactus paradoxus Hornem., 1815
- Cereus paradoxus Steud., 1840
- Opuntia arborea Steud., 1841
- Opuntia argentina Griseb., 1879
- Opuntia bahiensis Britton & Rose, 1919
- Opuntia brasiliensis (Willd.) Haw., 1819
- Opuntia brasiliensis subsp. bahiensis (Britton & Rose) P.J.Braun & Esteves, 1995
- Opuntia brasiliensis subsp. subacarpa (Rizzini & A.Mattos) P.J.Braun & Esteves, 1995
- Opuntia hieronymi Griseb., 1879
- Opuntia neoargentina (Backeb.) G.D.Rowley, 1958
- Opuntia schulzii A.Cast. & H.V.Lelong, 1944

## Estado de conservación
En la Lista Roja de Especies Amenazadas de la UICN, la especie está clasificada como de "Preocupación Menor (LC)".
Señalar que aunque gran parte de su hábitat, especialmente el Bosque Atlántico y el agreste, ha sido destruido en Brasil debido a la expansión agrícola, la expansión urbana y por las actividades de explotación de canteras, es una especie abundante, por lo que no se considera que ninguna de estas amenazas tenga un impacto importante.

## Usos
Se cultiva principalmente como planta ornamental y su propagación se realiza normalmente a través de esquejes o semillas. Se puede cultivar como árbol, como planta ornamental en macetas y jardines, y ocasionalmente se utiliza para setos. Crece en cualquier tipo de suelo drenado y resiste a las sequías, aunque prefiere riegos regulares.

## Nombres comunes
Los nombres comunes de esta especie son: Higo chumbo brasileño, cuija (Bolivia), tuna o tunarr (Bolivia), urumbeba, mumbeca, mumbebo, facho de renda, palmatória grande, palmatória do diabo, ambeba, arumbeva, gerumbeba, jurubeba y xiquexique de sertão (Brasil).

## Galería

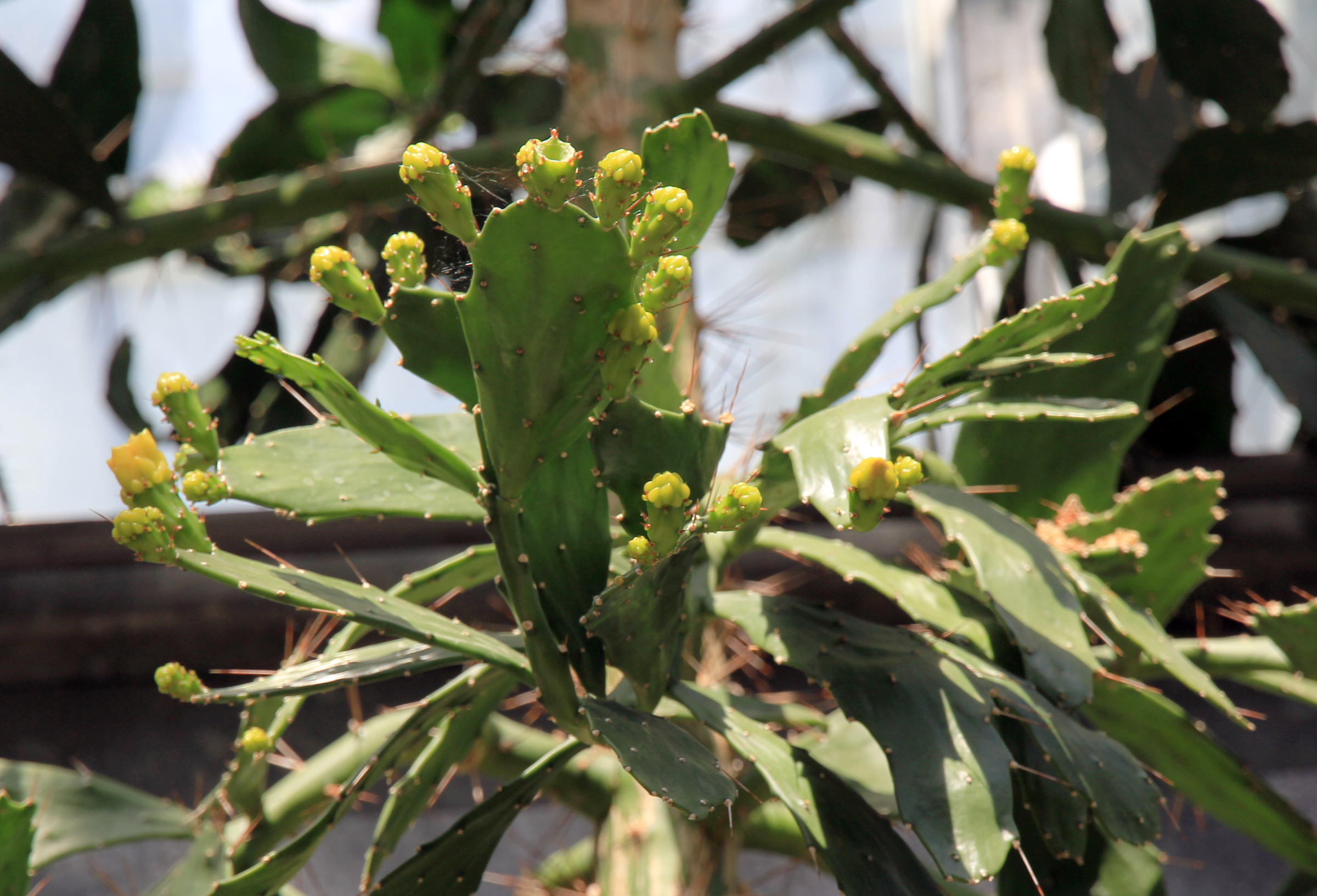
Brotes planos parecidos a hojas
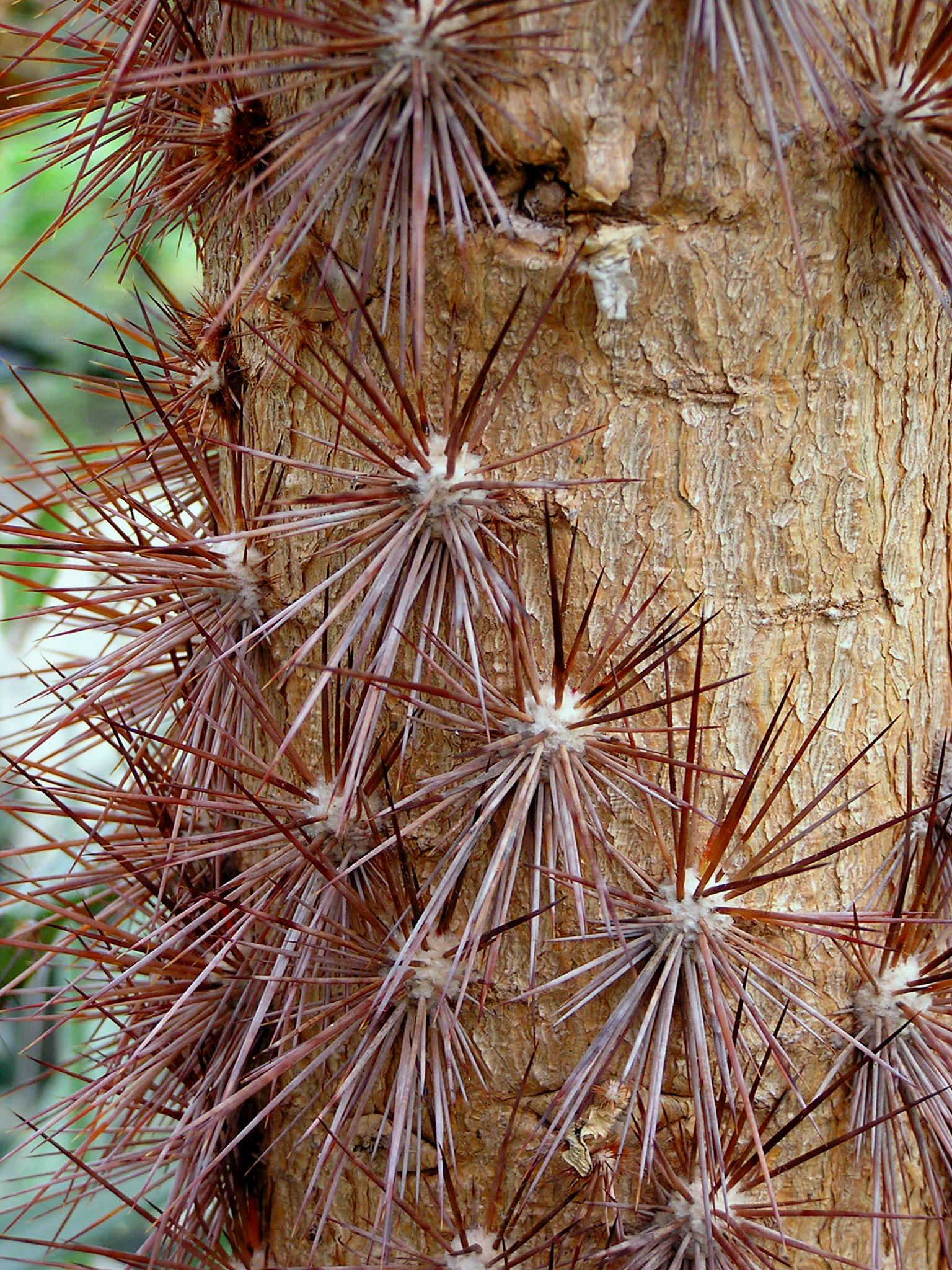
Detalle de las espinas del tronco
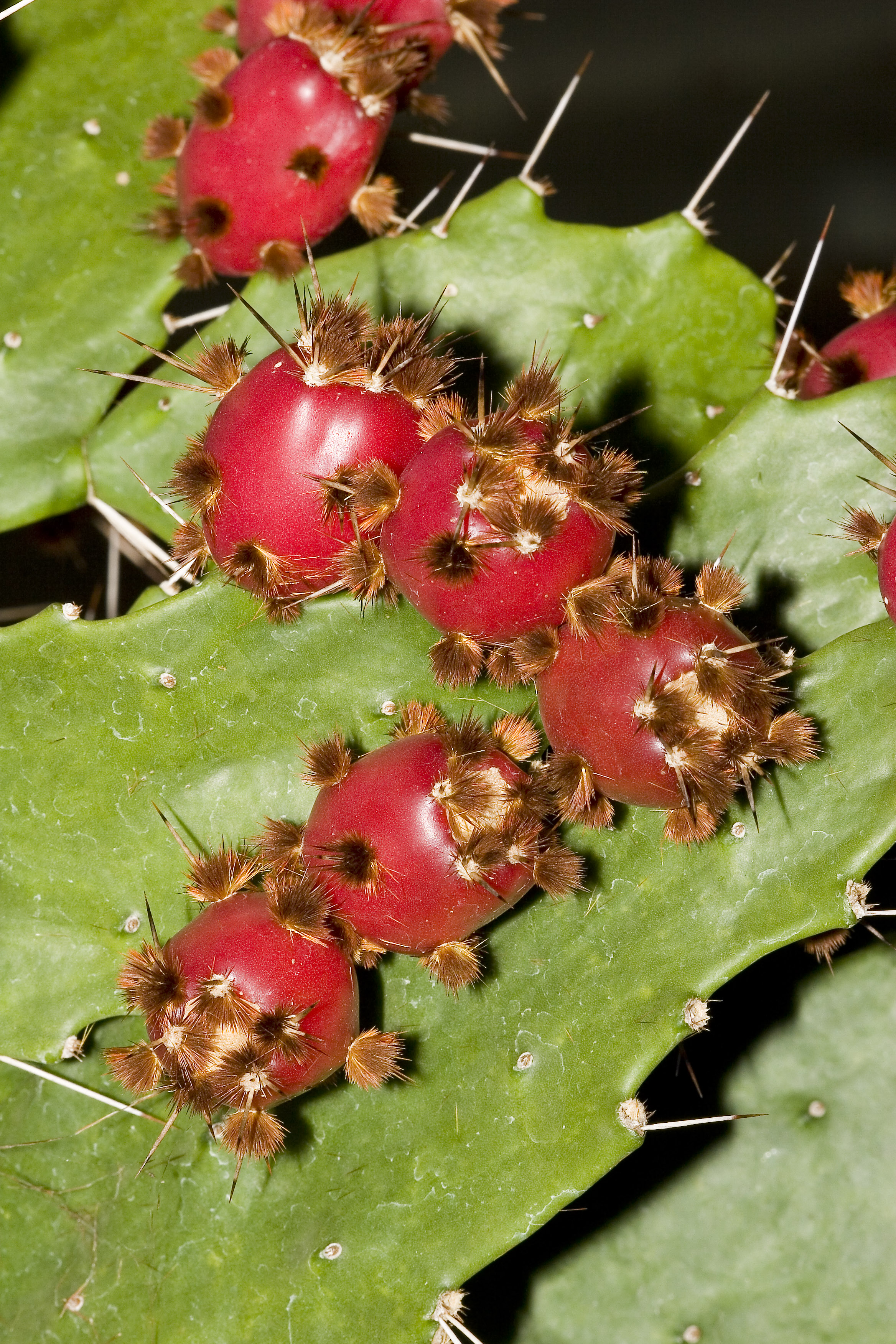
Detalle de los frutos
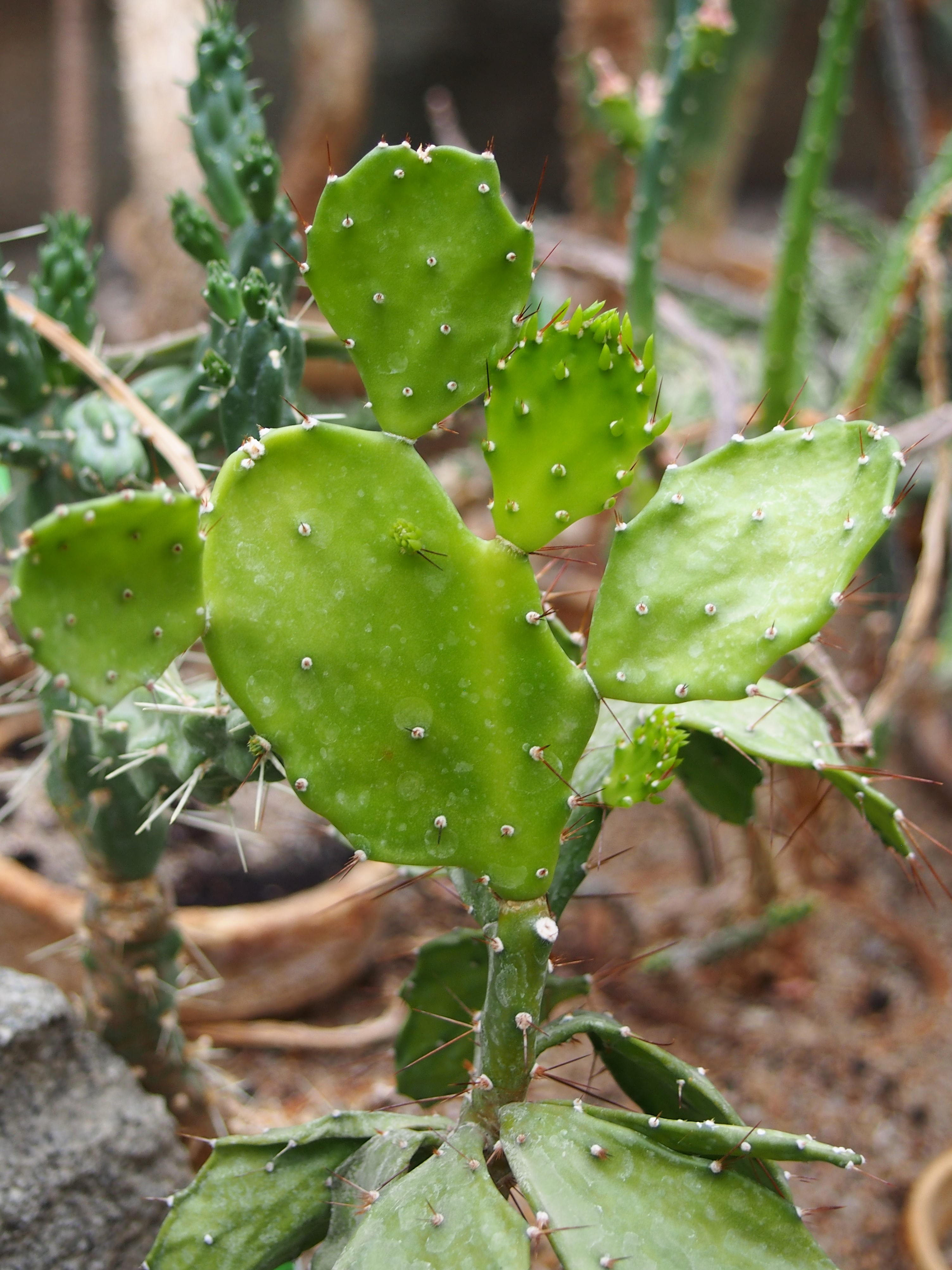
Detalle de los brotes
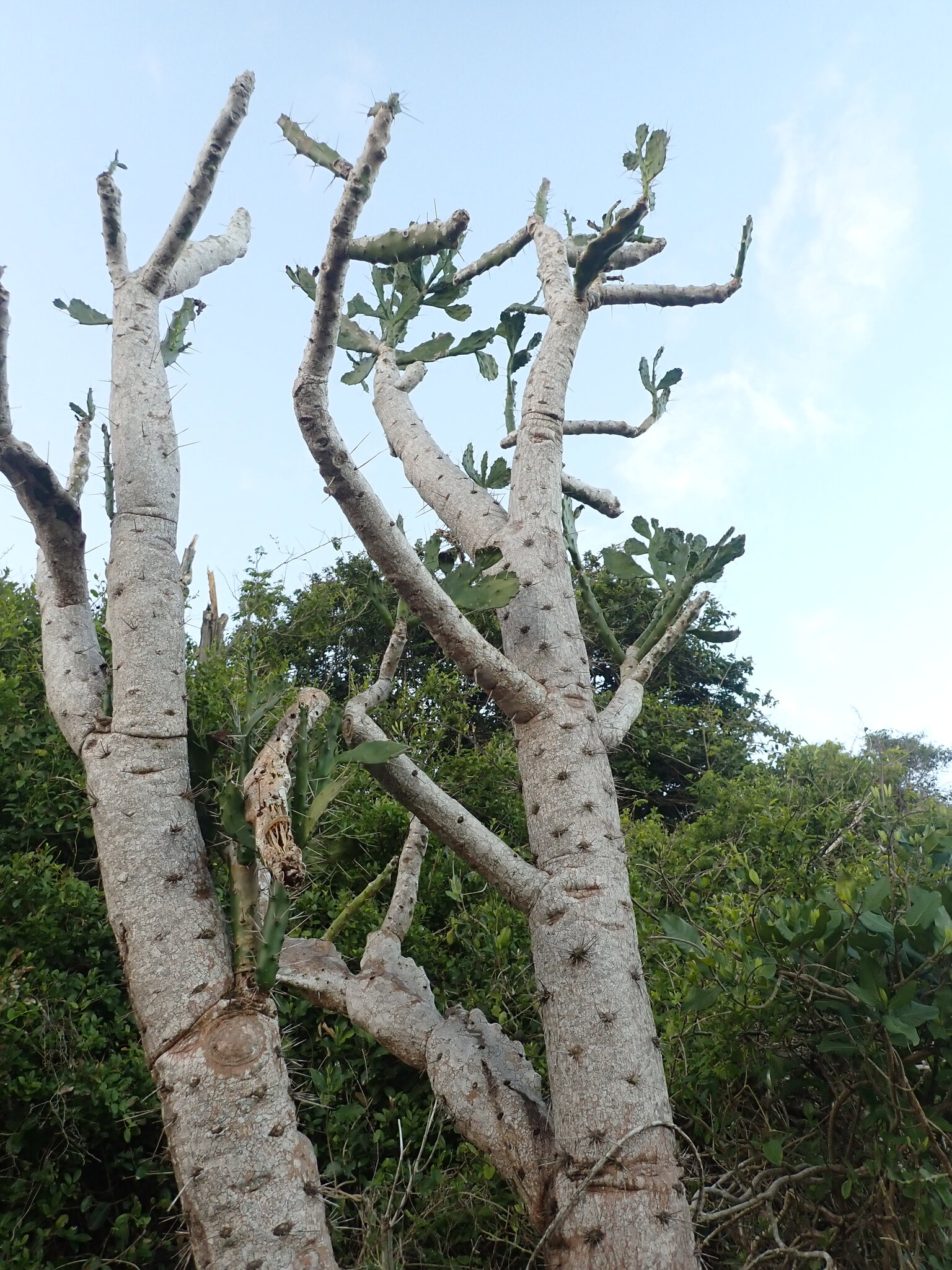
Planta en su hábitat